# Ernest Gruening
Ernest Henry Gruening, né le 6 février 1887 et mort le 26 juin 1974, est un homme politique démocrate américain. Il est gouverneur du territoire de l'Alaska entre 1939 et 1953.

## Biographie
Ernest Gruening est un ancien rédacteur en chef du magazine The Nation. En 1965, Il est l'un des deux sénateurs qui votent contre la résolution du golfe du Tonkin engageant les États-Unis d'Amérique dans la guerre du Vietnam.

## Sources
- (en) Cet article est partiellement ou en totalité issu de l’article de Wikipédia en anglais intitulé « Ernest Gruening » (voir la liste des auteurs).